# Frederik Philips
Frederik Philips (* 1. Dezember 1830 in Zaltbommel; † 12. Juni 1900 ebenda) war ein niederländischer Industrieller und Bankier und ein Cousin ersten Grades von Karl Marx.  
Als vierter Sohn von Lion Philips war er in eine Familie hineingeboren, die ihren Lebensunterhalt mit dem Handel von Tabak und der Fertigung von Tabakwaren verdiente.  
Mit seiner Ehefrau Maria Heyligers hatte er zehn Kinder, darunter Gerard (1858–1942) und Anton Philips (1874–1951).  
Nachdem Gerard 1891 Philips & Co. gegründet hatte, war Frederik die ersten acht Jahre der wichtigste Geldgeber. 